# Amazon Simple Storage Service
Amazon Simple Storage Service (Amazon S3) とは、Amazon Web Services によって提供されるオンラインストレージのWebサービス。Amazon S3は、Webサービスのインタフェース（REST、SOAP、およびBitTorrent）を介してストレージを提供している。 

## 概要
AmazonはS3を、2006年3月に米国で、2007年11月に欧州で、公に利用可能なWebサービスを開始した。開始時には、データを送信および受信に使用されるネットワークのデータ転送料金、およびリクエストごとの（getまたはputなど）の費用とともに、エンドユーザーは月額 US$0.15/GB で利用できた。2008年11月1日から、50TB以上を格納するエンドユーザーには割引価格を提供。 2014年4月1日より、ストレージ料金は月額 US$0.03/GB 〜で利用できる。AmazonはS3は、Amazon.com自身のグローバルな電子商取引ネットワークを実行するために使用するのと同じスケーラブルなストレージインフラストラクチャを使用していると主張。S3の用途は、ウェブホスティング、画像ホスティング、およびバックアップシステム用のストレージが含まれている。
バケット名にはガイドラインがあり、ハイフンで終わるものや大文字、アンダースコアの入っているものは有効なバケット名ではない。また、.comや.s3.bucketのようなバケット名は使用可能ではあるが、静的なウェブサイトのホスティング以外の目的には推奨されない。

## 耐障害性
耐久性は年99.999999999%であり、年間1TBあたり10バイトのデータが消失する。Amazon Elastic Block Storeは耐久性は年99.8～99.9%であり、こちらは、年間1TBあたり1～2GBのデータが消失しているが、圧倒的にS3の方がデータ消失の量が少ない。
可用性は99.99%であり、年間平均1時間弱の停止時間がある。こちらはAmazon Elastic Block Storeの99.999%よりも悪い。

## 実績
格納オブジェクト数は以下の通り。
- 2007年10月 - 100億
- 2008年1月 - 140億
- 2008年10月 - 290億
- 2009年3月 - 520億
- 2009年8月 - 640億
- 2010年3月 - 1020億
- 2011年7月 - 4490億
- 2011年12月 - 7620億[6]
- 2012年6月 - 1兆[7]

## 関連ソフトウェア
アップロード・ダウンロード
- s3cmd - S3 にファイルをアップロード・ダウンロード・同期するコマンドラインツール。Ubuntu, Red Hat Enterprise Linux の EPEL など多くのLinuxディストリビューションに含まれている。
- S3 Browser - Windows用クライアント
- WinSCP - Windows用クライアント

ファイルシステム (FUSE)
- s3fs
- s3ql

ライブラリ
- Java
  - Java 用 AWS SDK
  - JetS3t - コマンドラインツールなどもあり
- .NET
  - .NET 用 AWS SDK
  - lits3

## 参照
1. ↑  "Amazon Web Services Launches "Amazon S3"" (Press release). Amazon.com. 14 March 2006.
2. ↑  Dorsey, John (2007年11月6日). “Amazon S3 Storage Now Available in Europe”. Dr. Dobb's Portal 2008年3月26日閲覧。
3. ↑  “Bucket naming rules”.   AWS Documentation (2024年). 2024年5月3日閲覧。
4. 1 2  “Amazon S3（拡張性と耐久性を兼ね揃えたクラウドストレージ）｜AWS”. Amazon Web Services, Inc.. 2023年11月4日閲覧。
5. 1 2  Amazon EBS（EC2 ブロックストレージボリューム）| AWS
6. ↑  Amazon S3 Growth for 2011 - Now 762 Billion Objects
7. ↑  Amazon S3 - The First Trillion Objects